# Calvillo (stad)
Calvillo is een stad in de Mexicaanse staat Aguascalientes. Calvillo heeft ongeveer 20.000 inwoners (2007) en is de hoofdplaats van de gemeente Calvillo.
De plaats is gesticht in 1771 in opdracht van de gouverneur van Nieuw-Galicië. Calvillo is bekend vanwege de verbouw van guave.

## Galerij

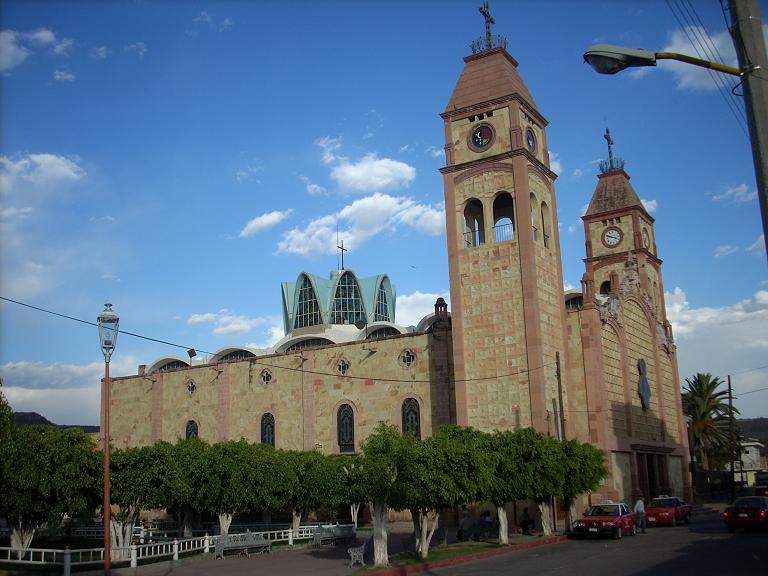
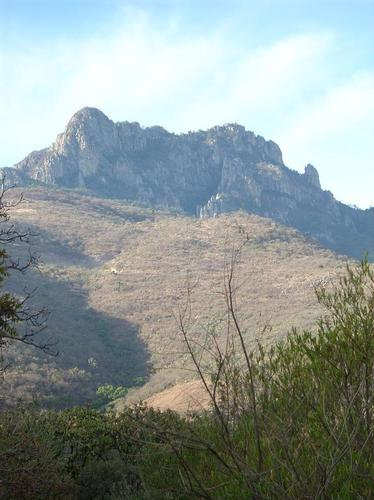
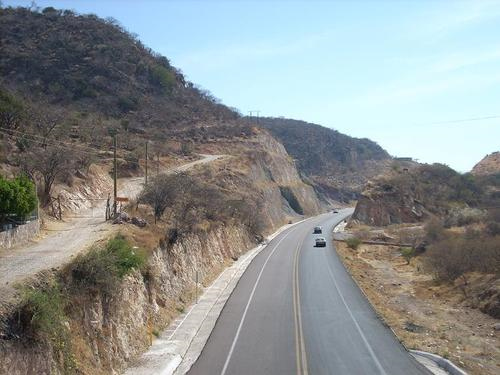
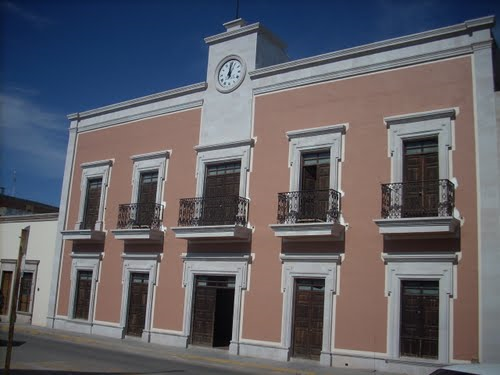
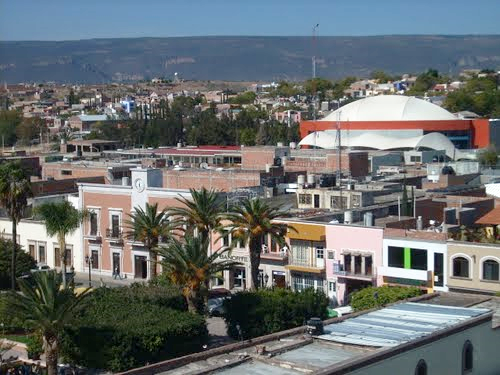